# Giancarlo Ferrari
Giancarlo Ferrari , född den 22 oktober 1942, är en italiensk idrottare som tog OS-brons i bågskytte vid olympiska sommarspelen 1976 och igen 1980.